# NBA All-Star Game Most Valuable Player Award

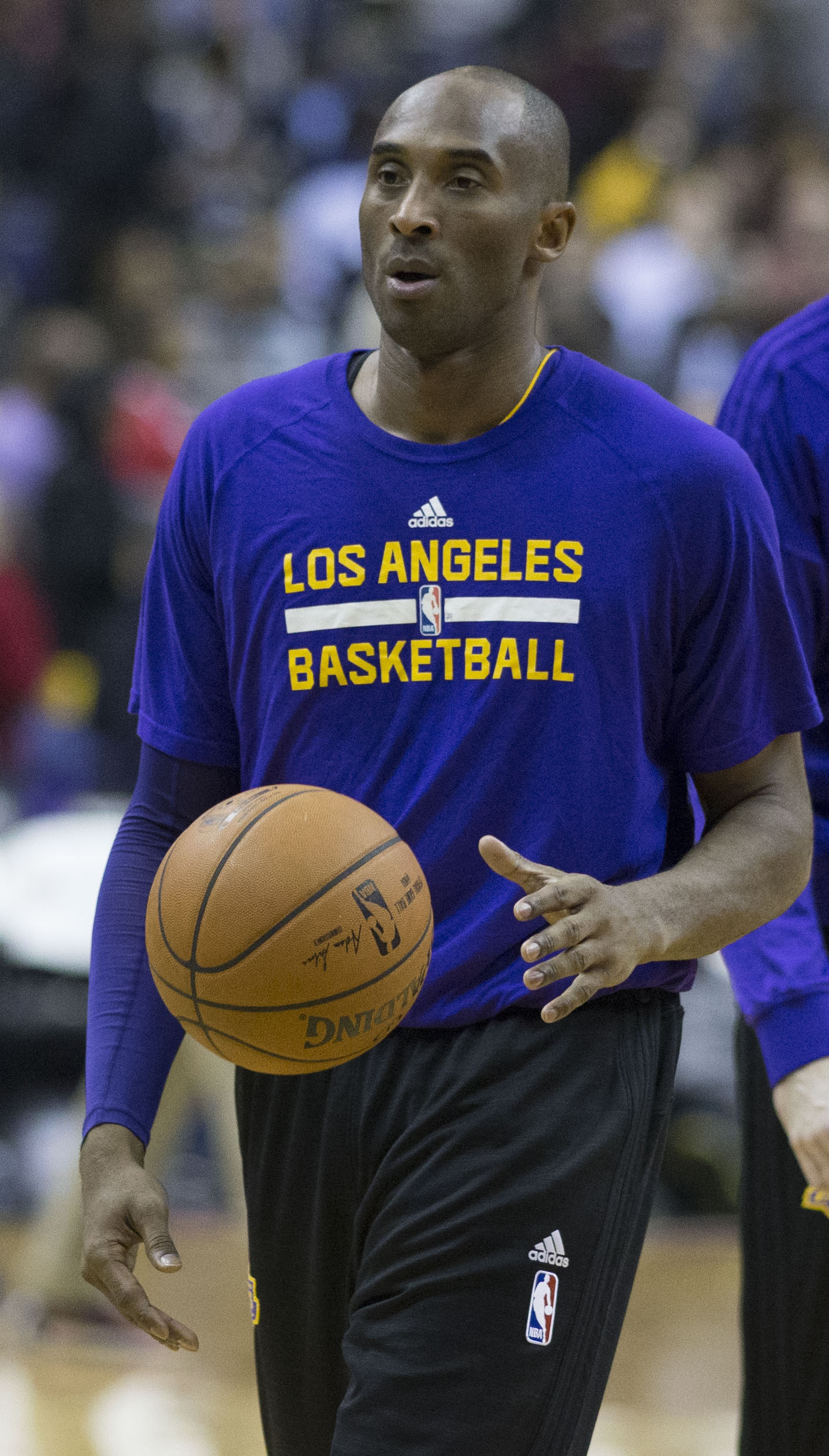
Kobe Bryant é o recordista do prêmio de MVP do Jogo das Estrelas da NBA com quatro vencidos, junto com Bob Pettit. Após sua morte, o troféu desse prêmio foi rebatizado para Troféu Kobe Bryant em 2020.

O National Basketball Association All-Star Kobe Bryant Game Most Valuable Player (MVP) (em português: Jogador Mais Valioso do Jogo das Estrelas da NBA) é um prêmio anual concedido pela National Basketball Association (NBA) aos jogadores escolhidos como MVPs do Jogo das Estrelas da NBA. O prêmio teve início em 1953 quando a confederação resolveu designar um MVP para cada jogo do ano. Nos dois All-Stars anteriores, Ed Macauley e Paul Arizin foram escolhidos como MVPs em 1950 e 1951, respectivamente.
A partir de 2020, o prêmio passou a se chamar NBA All-Star Game Kobe Bryant Most Valuable Player Award, em homenagem a Kobe, falecido semanas antes do evento e eleito quatro vezes MVP do All-Star Game.

## Vencedores
| ^           | Denota um jogador ativo atualmente                         |
| *           | Consta no Basketball Hall of Fame                          |
| Jogador (X) | Denota o número de vezes que o jogador conquistou o prêmio |

| Ano  | Jogador                | Posições      | Nacionalidade            | Time                       |
| ---- | ---------------------- | ------------- | ------------------------ | -------------------------- |
| 1951 | Ed Macauley*           | Pivô          | Estados Unidos           | Boston Celtics             |
| 1952 | Paul Arizin*           | Ala           | Estados Unidos           | Philadelphia Warriors      |
| 1953 | George Mikan*          | Pivô          | Estados Unidos           | Minneapolis Lakers         |
| 1954 | Bob Cousy*             | Armador       | Estados Unidos           | Boston Celtics (2)         |
| 1955 | Bill Sharman*          | Armador       | Estados Unidos           | Boston Celtics (3)         |
| 1956 | Bob Pettit*            | Ala-pivô      | Estados Unidos           | St. Louis Hawks            |
| 1957 | Bob Cousy* (2)         | Armador       | Estados Unidos           | Boston Celtics (4)         |
| 1958 | Bob Pettit* (2)        | Ala-pivô      | Estados Unidos           | St. Louis Hawks (2)        |
| 1959 | Elgin Baylor*          | Ala           | Estados Unidos           | Minneapolis Lakers (2)     |
| 1959 | Bob Pettit* (3)        | Ala-pivô      | Estados Unidos           | St. Louis Hawks (3)        |
| 1960 | Wilt Chamberlain*      | Pivô          | Estados Unidos           | Philadelphia Warriors (2)  |
| 1961 | Oscar Robertson*       | Armador       | Estados Unidos           | Cincinnati Royals          |
| 1962 | Bob Pettit* (4)        | Ala-pivô      | Estados Unidos           | St. Louis Hawks (4)        |
| 1963 | Bill Russell*          | Pivô          | Estados Unidos           | Boston Celtics (5)         |
| 1964 | Oscar Robertson* (2)   | Armador       | Estados Unidos           | Cincinnati Royals (2)      |
| 1965 | Jerry Lucas*           | Ala-pivô      | Estados Unidos           | Cincinnati Royals (3)      |
| 1966 | Adrian Smith           | Armador       | Estados Unidos           | Cincinnati Royals (4)      |
| 1967 | Rick Barry*            | Ala           | Estados Unidos           | San Francisco Warriors (3) |
| 1968 | Hal Greer*             | Ala-armador   | Estados Unidos           | Philadelphia 76ers         |
| 1969 | Oscar Robertson* (3)   | Armador       | Estados Unidos           | Cincinnati Royals (5)      |
| 1970 | Willis Reed*           | Pivô          | Estados Unidos           | New York Knicks            |
| 1971 | Lenny Wilkens*         | Armador       | Estados Unidos           | Seattle SuperSonics        |
| 1972 | Jerry West*            | Armador       | Estados Unidos           | Los Angeles Lakers (3)     |
| 1973 | Dave Cowens*           | Pivô          | Estados Unidos           | Boston Celtics (6)         |
| 1974 | Bob Lanier*            | Pivô          | Estados Unidos           | Detroit Pistons            |
| 1975 | Walt Frazier*          | Ala-armador   | Estados Unidos           | New York Knicks (2)        |
| 1976 | Dave Bing*             | Armador       | Estados Unidos           | Washington Bullets         |
| 1977 | Julius Erving*         | Ala           | Estados Unidos           | Philadelphia 76ers (2)     |
| 1978 | Randy Smith            | Ala-armador   | Estados Unidos           | Buffalo Braves             |
| 1979 | David Thompson*        | Ala-armador   | Estados Unidos           | Denver Nuggets             |
| 1980 | George Gervin*         | Ala-armador   | Estados Unidos           | San Antonio Spurs          |
| 1981 | Nate Archibald*        | Armador       | Estados Unidos           | Boston Celtics (7)         |
| 1982 | Larry Bird*            | Ala           | Estados Unidos           | Boston Celtics (8)         |
| 1983 | Julius Erving* (2)     | Ala           | Estados Unidos           | Philadelphia 76ers (3)     |
| 1984 | Isiah Thomas*          | Armador       | Estados Unidos           | Detroit Pistons (2)        |
| 1985 | Ralph Sampson*         | Ala-pivô      | Estados Unidos           | Houston Rockets            |
| 1986 | Isiah Thomas* (2)      | Armador       | Estados Unidos           | Detroit Pistons (3)        |
| 1987 | Tom Chambers           | Ala-pivô      | Estados Unidos           | Seattle SuperSonics (2)    |
| 1988 | Michael Jordan*        | Ala-armador   | Estados Unidos           | Chicago Bulls              |
| 1989 | Karl Malone*           | Ala-pivô      | Estados Unidos           | Utah Jazz                  |
| 1990 | Magic Johnson*         | Armador       | Estados Unidos           | Los Angeles Lakers (4)     |
| 1991 | Charles Barkley*       | Ala-pivô      | Estados Unidos           | Philadelphia 76ers (4)     |
| 1992 | Magic Johnson* (2)     | Armador       | Estados Unidos           | Los Angeles Lakers (5)     |
| 1993 | John Stockton*         | Armador       | Estados Unidos           | Utah Jazz (2)              |
| 1993 | Karl Malone* (2)       | Ala-pivô      | Estados Unidos           | Utah Jazz (3)              |
| 1994 | Scottie Pippen*        | Ala           | Estados Unidos           | Chicago Bulls (2)          |
| 1995 | Mitch Richmond*        | Ala-armador   | Estados Unidos           | Sacramento Kings (6)       |
| 1996 | Michael Jordan* (2)    | Ala-armador   | Estados Unidos           | Chicago Bulls (3)          |
| 1997 | Glen Rice              | Ala           | Estados Unidos           | Charlotte Hornets          |
| 1998 | Michael Jordan* (3)    | Ala-armador   | Estados Unidos           | Chicago Bulls (4)          |
| 1999 | —                      | —             | —                        | —                          |
| 2000 | Shaquille O'Neal*      | Pivô          | Estados Unidos           | Los Angeles Lakers (6)     |
| 2000 | Tim Duncan*            | Ala-pivô      | Ilhas Virgens Americanas | San Antonio Spurs (2)      |
| 2001 | Allen Iverson*         | Ala-armador   | Estados Unidos           | Philadelphia 76ers (5)     |
| 2002 | Kobe Bryant*           | Ala-armador   | Estados Unidos           | Los Angeles Lakers (7)     |
| 2003 | Kevin Garnett*         | Ala-pivô      | Estados Unidos           | Minnesota Timberwolves     |
| 2004 | Shaquille O'Neal* (2)  | Pivô          | Estados Unidos           | Los Angeles Lakers (8)     |
| 2005 | Allen Iverson* (2)     | Ala-armador   | Estados Unidos           | Philadelphia 76ers (6)     |
| 2006 | LeBron James^          | Ala           | Estados Unidos           | Cleveland Cavaliers        |
| 2007 | Kobe Bryant* (2)       | Ala-armador   | Estados Unidos           | Los Angeles Lakers (9)     |
| 2008 | LeBron James^ (2)      | Ala           | Estados Unidos           | Cleveland Cavaliers (2)    |
| 2009 | Kobe Bryant* (3)       | Ala-armador   | Estados Unidos           | Los Angeles Lakers (10)    |
| 2009 | Shaquille O'Neal* (3)  | Pivô          | Estados Unidos           | Phoenix Suns               |
| 2010 | Dwyane Wade*           | Ala-armador   | Estados Unidos           | Miami Heat                 |
| 2011 | Kobe Bryant* (4)       | Ala-armador   | Estados Unidos           | Los Angeles Lakers (11)    |
| 2012 | Kevin Durant^          | Ala           | Estados Unidos           | Oklahoma City Thunder (3)  |
| 2013 | Chris Paul^            | Armador       | Estados Unidos           | Los Angeles Clippers (2)   |
| 2014 | Kyrie Irving^          | Armador       | Estados Unidos           | Cleveland Cavaliers (3)    |
| 2015 | Russell Westbrook^     | Armador       | Estados Unidos           | Oklahoma City Thunder (4)  |
| 2016 | Russell Westbrook^ (2) | Armador       | Estados Unidos           | Oklahoma City Thunder (5)  |
| 2017 | Anthony Davis^         | Ala-pivô/Pivô | Estados Unidos           | New Orleans Pelicans       |
| 2018 | LeBron James^ (3)      | Ala           | Estados Unidos           | Cleveland Cavaliers (4)    |
| 2019 | Kevin Durant^ (2)      | Ala           | Estados Unidos           | Golden State Warriors (4)  |
| 2020 | Kawhi Leonard^         | Ala           | Estados Unidos           | Los Angeles Clippers (3)   |
| 2021 | Giannis Antetokounmpo^ | Ala-pivô      | Grécia                   | Milwaukee Bucks            |
| 2022 | Stephen Curry^         | Armador       | Estados Unidos           | Golden State Warriors (5)  |
| 2023 | Jayson Tatum^          | Ala           | Estados Unidos           | Boston Celtics (9)         |
| 2024 | Damian Lillard^        | Armador       | Estados Unidos           | Milwaukee Bucks (2)        |
| 2025 | Stephen Curry^ (2)     | Armador       | Estados Unidos           | Golden State Warriors (6)  |

## Maiores vencedores
| Jogador           | Time                                        | Prêmios | Anos                   |
| ----------------- | ------------------------------------------- | ------- | ---------------------- |
| Bob Pettit        | St. Louis Hawks                             | 4       | 1956, 1958, 1959, 1962 |
| Kobe Bryant       | Los Angeles Lakers                          | 4       | 2002, 2007, 2009, 2011 |
| Oscar Robertson   | Cincinnati Royals                           | 3       | 1961, 1964, 1969       |
| Michael Jordan    | Chicago Bulls                               | 3       | 1988, 1996, 1998       |
| Shaquille O'Neal  | Los Angeles Lakers Phoenix Suns             | 3       | 2000, 2004, 2009       |
| LeBron James      | Cleveland Cavaliers                         | 3       | 2006, 2008, 2018       |
| Bob Cousy         | Boston Celtics                              | 2       | 1954, 1957             |
| Julius Erving     | Philadelphia 76ers                          | 2       | 1977, 1983             |
| Isiah Thomas      | Detroit Pistons                             | 2       | 1984, 1986             |
| Magic Johnson     | Los Angeles Lakers                          | 2       | 1990, 1992             |
| Karl Malone       | Utah Jazz                                   | 2       | 1989, 1993             |
| Allen Iverson     | Philadelphia 76ers                          | 2       | 2001, 2005             |
| Russell Westbrook | Oklahoma City Thunder                       | 2       | 2015, 2016             |
| Kevin Durant      | Oklahoma City Thunder Golden State Warriors | 2       | 2012, 2019             |
| Stephen Curry     | Golden State Warriors                       | 2       | 2022, 2025             |

## Times
| Prêmio (s) | Time                                                                   | Ano (s)                                                          |
| ---------- | ---------------------------------------------------------------------- | ---------------------------------------------------------------- |
| 11         | Los Angeles Lakers / Minneapolis Lakers                                | 1953, 1959, 1972, 1990, 1992, 2000, 2002, 2004, 2007, 2009, 2011 |
| 9          | Boston Celtics                                                         | 1951, 1954, 1955, 1957, 1963, 1973, 1981, 1982, 2023             |
| 6          | Sacramento Kings / Cincinnati Royals                                   | 1961, 1964, 1965, 1966, 1969, 1995                               |
| 6          | Philadelphia 76ers                                                     | 1968, 1977, 1983, 1991, 2001, 2005                               |
| 6          | Golden State Warriors / San Francisco Warriors / Philadelphia Warriors | 1952, 1960, 1967, 2019, 2022, 2025                               |
| 5          | Oklahoma City Thunder / Seattle SuperSonics                            | 1971, 1987, 2012, 2015, 2016                                     |
| 4          | Chicago Bulls                                                          | 1988, 1994, 1996, 1998                                           |
| 4          | Cleveland Cavaliers                                                    | 2006, 2008, 2014, 2018                                           |
| 4          | Atlanta Hawks / St. Louis Hawks                                        | 1956, 1958, 1959, 1962                                           |
| 3          | Detroit Pistons                                                        | 1974, 1984, 1986                                                 |
| 3          | Los Angeles Clippers / Buffalo Braves                                  | 1978, 2013, 2020                                                 |
| 2          | Utah Jazz                                                              | 1989, 1993                                                       |
| 2          | New York Knicks                                                        | 1970, 1975                                                       |
| 2          | San Antonio Spurs                                                      | 1980, 2000                                                       |
| 2          | Milwaukee Bucks                                                        | 2021, 2024                                                       |
| 1          | Charlotte Hornets                                                      | 1997                                                             |
| 1          | Denver Nuggets                                                         | 1979                                                             |
| 1          | Houston Rockets                                                        | 1985                                                             |
| 1          | Miami Heat                                                             | 2010                                                             |
| 1          | Minnesota Timberwolves                                                 | 2003                                                             |
| 1          | New Orleans Pelicans                                                   | 2017                                                             |
| 1          | Phoenix Suns                                                           | 2009                                                             |
| 1          | Washington Wizards / Washington Bullets                                | 1976                                                             |
| 0          | Indiana Pacers                                                         | Nenhum                                                           |
| 0          | Brooklyn Nets                                                          | Nenhum                                                           |
| 0          | Dallas Mavericks                                                       | Nenhum                                                           |
| 0          | Portland Trail Blazers                                                 | Nenhum                                                           |
| 0          | Memphis Grizzlies                                                      | Nenhum                                                           |
| 0          | Toronto Raptors                                                        | Nenhum                                                           |
| 0          | Orlando Magic                                                          | Nenhum                                                           |